# Martín Ángel Aguirre Schmidt
Martín Ángel Aguirre Schmidt (Tandil, Argentina; 10 de febrero de 1984) es un futbolista argentino. Juega como defensa y actualmente es jugador de Santamarina de Tandil de la Primera B Nacional.

## Trayectoria
Inició su carrera futbolística en el Ferrocarril Sud de Tandil para luego destacar en clubes como el Huracán de Tres Arroyos, Villa Mitre y Juventud Antoniana en la Argentina. En enero de 2009 fue contratado por Universitario de Sucre de la Liga de Fútbol Profesional Boliviano con el que jugó la Copa Libertadores 2009 y la Copa Sudamericana 2010.
En el segundo semestre de 2011 llega a Colombia para jugar con el Deportivo Pereira
de la Categoría Primera A. Para el primer semestre de 2012 y tras el descenso del Deportivo Pereira a Segunda división, Aguirre decide continuar su carrera deportiva en Santa Fe. equipo que en ese semestre fue campeón de la liga, donde jugó además la Copa Colombia, razón por la cual decide tomar un nuevo rumbo. Gallos Blancos de Querétaro lo contrata para jugar la Liga MX de México, club del cual se va a préstamo en el primer semestre del 2012, a Santamarina de Tandil del Torneo Argentino A. En el segundo semestre del 2013  lo contrata Central Norte.

## Clubes
| Club                    | País      | Año           |
| ----------------------- | --------- | ------------- |
| Ferrocarril Sud         | Argentina | 2002 - 2003   |
| Huracán de Tres Arroyos | Argentina | 2004 - 2006   |
| Villa Mitre             | Argentina | 2007 - 2008   |
| Juventud Antoniana      | Argentina | 2008          |
| Universitario de Sucre  | Bolivia   | 2009 - 2011   |
| Deportivo Pereira       | Colombia  | 2011          |
| Santa Fe                | Colombia  | 2012          |
| Santamarina de Tandil   | Argentina | 2012-2013     |
| Central Norte           | Argentina | 2013-2014     |
| Blooming                | Bolivia   | 2014-2015     |
| Santamarina de Tandil   | Argentina | 2015-presente |

## Palmarés

### Campeonatos nacionales
| Título          | Club     | País     | Año  |
| --------------- | -------- | -------- | ---- |
| Torneo Apertura | Santa Fe | Colombia | 2012 |